# Калифано, Франко
Франко Калифано (итал. Franco Califano; 14 сентября 1938, Триполи — 30 марта 2013[…], Рим) — итальянский певец, композитор, автор-исполнитель, писатель и актёр.

## Биография
Родился в самолёте над Триполи, Ливия, большую часть своей жизни прожил в Риме и Милане. В 1960-х годах он начал свою музыкальную карьеру как поэт-песенник и музыкальный продюсер; среди его первых успехов как автора были песни «La musica è finita», «E la chiamano estate», «Una ragione di più».
В 1970 и 1984 годах он задерживался за хранение наркотиков, но в обоих случаях Калифано был оправдан. В 1976 году Калифано добился своего первого и главного успеха как певец с песней «Tutto il resto é noia», вошедшей в его одноименный четвёртый альбом. В течение следующих лет он продолжал свою деятельность в качестве автора текстов, написав, среди прочего, песни-лауреаты музыкального фестиваля Сан-Ремо 1973 года «Un grande amore e niente più» (в исполнении Пеппино Ди Капри) и «Minuetto» (Мии Мартини). Он также написал целый альбом Amanti di valore для Мины. В 1978 году он выпустил свой самый продаваемый альбом Tac.
В 1988 году он участвовал в музыкальном фестивале Сан-Ремо с автобиографической песней «Io per le strade di quartiere»; он также принимал участие в Сан-Ремо ещё два раза, в 1994 году с «Napoli» и в 2005 году с «Non escludo il ritorno».
Он был автором нескольких книг, в том числе автобиографических «Senza Manette» и «Il cuore nel sesso». Он также снялся в нескольких фильмах, включая еврокрайм «Гардения, палач из преступного мира» и комедию «Два странных папы».
Он умер от сердечного приступа в своем доме в Ачилии.

## Дискография
- 'N bastardo venuto dar sud (1972)
- Ma che piagni a ffa' (1973)
- L’evidenza dell’autunno  (1973)
- Io me 'mbriaco  (1975)
- Secondo me, l’amore…  (1975)
- 24-7-75 dalla Bussola, live at La Bussola in Viareggio (1975)
- Tutto il resto è noia (1976)
- Tac…! (1977)
- Bastardo l’autunno e l’amore (1977)
- Ti perdo (1979)
- Tuo Califano  (1980)
- La mia libertà (1981)
- Ritratto di Franco Califano (1981)
- Buio e Luna piena  (1982)
- In concerto dal Blue Moon di Ogliastro Marina (1982)
- Io per amarti  (1983)
- Super Califfo (1983)
- Impronte digitali  (1984)
- Ma cambierà  (1985)
- Il bello della vita  (1987)
- Io  (1988)
- Coppia dove vai  (1989)
- Califano  (1990)
- Se il teatro è pieno  (1991)
- In concerto dal Blue Moon di Ogliastro Marina 2 (1992)
- Ma io vivo  (1994)
- Giovani uomini  (1995)
- Tu nell’intimità  (1999)
- Stasera canto io (2001)
- Vive chi vive (2001, EP)
- Luci della notte  (2003)
- Non escludo il ritorno (2005)
- C'è bisogno d’amore  (2009)

## Фильмография
- 1962 — «Свидание в Ривьере»
- 1963 — «Нагие ночи»
- 1979 — «Гардения, палач из преступного мира»
- 1983 — «Два странных папы»
- 1998 — «Виола целует всех»
- 2008 — «Ночь на двоих»
- 2010 — «Se fossi attimo»
- 2011 — «Мы, люди сентября»

## Память
- 2024 ─ именем Франко Калифано названа площадь в III муниципалитете Рима[12].